# Dekanat Namysłów wschód
Dekanat Namysłów wschód – jeden z 33 dekanatów w rzymskokatolickiej archidiecezji wrocławskiej. Powstał 1 stycznia 2009 roku.
W skład dekanatu wchodzi 10 parafii:
- parafia Wszystkich Świętych → Głuszyna
- parafia Niepokalanego Poczęcia Najświętszej Maryi Panny → Kowalowice
- parafia śś. Piotra i Pawła → Namysłów
- parafia Narodzenia Najświętszej Maryi Panny → Siemysłów
- parafia św. Jana Chrzciciela → Smogorzów
- parafia Narodzenia Najświętszej Maryi Panny i św. Marcina → Strzelce
- parafia Narodzenia Najświętszej Maryi Panny → Szymonków
- parafia św. Jacka → Wierzbica Górna
- parafia Wniebowzięcia Najświętszej Maryi Panny → Włochy
- parafia św. Wawrzyńca → Woskowice Małe